# شهرستان استنلی (داکوتای جنوبی)
شهرستان استنلی، داکوتای جنوبی (به انگلیسی: Stanley County, South Dakota) یک سکونتگاه مسکونی در ایالات متحده آمریکا است که در داکوتای جنوبی واقع شده‌است.

## خصوصیات
شهرستان استنلی ۳٬۹۲۹ کیلومترمربع مساحت دارد.